# The Bootleg Series Vol. 8: Tell Tale Signs. Rare and Unreleased 1989–2006
The Bootleg Series Vol. 8: Tell Tale Signs. Rare and Unreleased 1989–2006 – składankowy album Boba Dylana gromadzący niewydane nagrania z lat 1989–2006, opublikowany w 2008 roku.

## Historia i charakter albumu
Bob Dylan stał się szybko artystą, którego niewydane – studyjne i koncertowe – nagrania były wprowadzane do obiegu jako pirackie. Uznawany za pierwszy album piracki Great White Wonder gromadził wczesne niewydane oficjalnie nagrania Dylana. Ponieważ muzyk należy do trojga artystów, których nagrania najczęściej były w ten sposób wprowadzane do obiegu, Dylan postanowił sam skorzystać finansowo na wydawaniu swoich niepublikowanych nagrań i sięgnął do obszernych archiwów. Idea ta zaowocowała znakomitą serią albumów „The Bootleg Series”.
Tom 8 Serii zawiera niewydane nagrania: odrzuty z sesji nagraniowych, alternatywne wykonania utworów, nagrania koncertowe oraz kilka nagrań z innych projektów artysty (oprawa muzyczna do filmów TV i filmów kinowych oraz nagrania, w których towarzyszył artystom je firmującym) z lat 1989–2006. Nagrania obejmują zatem okres od albumu Oh Mercy do Modern Times.
Ukazały się cztery wersje tego wydawnictwa:
- 1-płytowa – pierwsza płyta z wydania 2-płytowego
- 2-płytowa
- 3-płytowa – wersja 2-płytowa uzupełniona o kolejną płytę. To wydanie zawiera także 150-stronicową książeczkę.

Bonusy: fani, którzy zamówili ten zestaw bezpośrednio ze strony internetowej Dylana, otrzymali 7-calowy winylowy singiel. Pierwszych 5000 klientów otrzymało plakat Theme Time Radio Hour.
- 4-płytowe wydanie winylowe

## Muzycy
- Bob Dylan – śpiew (I 1, 2, 3, 4, 5, 6, 7, 8, 9, 10, 11), gitara (I 1, 2, 4, 5, 7, 8, 9, 10, 11), harmonijka (I 2), pianino (I 3, 6, 11), organy (I 11)
- Daniel Lanois – gitara (I 1, 5, 7, 8, 9), gitara rezofoniczna (I 7, 9), organy (I 10)
- Tony Garnier – gitara basowa (I 4, 5, 6, 8, 10, 11)
- George Recile – perkusja (I 4, 6, 11)
- Denny Freeman – gitara (I 4, 6, 11)
- Donnie Heron – gitara (I 4, 6), gitara hawajska (I 11)
- Stu Kimball – gitara (I 4, 6, 11)
- Brian Blade – perkusja (I 5)
- Jim Keltner – perkusja (I 5)
- Bucky Baxter – gitara hawajska (I 5)
- Cindy Cashdollar – gitara rezofoniczna (I 5)
- Robert Britt – gitara (I 5)
- Duke Robillard – gitara (I 5)
- Jim Dickinson – organy (I 5)
- Augie Meyers – akordeon/organy (I 5)
- Tony Mangurian – instrumenty perkusyjne (I 5), perkusja (I 8, 10), pianino (I 10)
- Elena Fremerman – skrzypce (I 6)
- Tony Hall – gitara basowa (I 7, 9)
- Willie Green – perkusja (I 7, 9)
- Mason Ruffner – gitara (I 7, 9)
- Brian Stoltz – gitara (I 7, 9)
- Cyril Neville – instrumenty perkusyjne (I 7, 9)
- Daryl Johnson – instrumenty perkusyjne (I 7, 9)
- Malcolm Burn – tamburyn (I 7)
- Są to prawdopodobni muzycy wyłącznie z nagrań na dysku pierwszym. Dane o następnych nagraniach nie zostały ujawnione.

## Spis utworów
Dysk pierwszy
| 1.  | „Mississippi” – (wersja alternatywna, Time Out of Mind)                                                        | 6:04    |
|     | |         |
| 2.  | „Most of the Time” – (wersja alternatywna, Oh Mercy)                                                           | 3:46    |
|     | |         |
| 3.  | „Dignity” – (fortepianiowa pokazówka, Oh Mercy)                                                                | 2:09    |
|     | |         |
| 4.  | „Someday Baby” – (wersja alternatywna, Modern Times)                                                           | 5:56    |
|     | |         |
| 5.  | „Red River Shore” – (niewydany, Time Out of Mind)                                                              | 7:36    |
|     | |         |
| 6.  | „Tell Ol' Bill” – (wersja alternatywna piosenki wydanej na albumie ze ścieżką dźwiękową z filmu North Country) | 5:31    |
|     | |         |
| 7.  | „Born in Time” – (niewydany, Oh Mercy)                                                                         | 4:10    |
|     | |         |
| 8.  | „Can't Wait” – (wersja alternatywna, Time Out of Mind)                                                         | 5:45    |
|     | |         |
| 9.  | „Everything Is Broken” – (wersja alternatywna, Oh Mercy)                                                       | 3:27    |
|     | |         |
| 10. | „Dreamin' of You” – (niewydany, Time Out of Mind)                                                              | 6:23    |
|     | |         |
| 11. | „Huck's Tune” – (piosenka z programu From Lucky You)                                                           | 4:09    |
|     | |         |
| 12. | „Marchin' to the City” – (niewydany, Time Out of Mind)                                                         | 6:36    |
|     | |         |
| 13. | „High Water (For Charley Patton)” – (nagranie koncertowe, 23 sierpnia 2003, Niagara Falls, Ontario, Kanada)    | 6:40    |
|     | |         |
|     | | 1:08:12 |
|     | |         |
Dysk drugi
| 1.  | „Mississippi” – (wersja alternatywna nr 2, Time Out of Mind)                                        | 6:24    |
|     | |         |
| 2.  | „32-20 Blues” – (niewydany, World Gone Wrong)                                                       | 4:22    |
|     | |         |
| 3.  | „Series of Dreams” – (niewydany, Oh Mercy)                                                          | 6:27    |
|     | |         |
| 4.  | „God Knows” – (niewydany, Oh Mercy)                                                                 | 3:12    |
|     | |         |
| 5.  | „Can't Escape from You” – (niewydany, nagranie z grudnia 2005)                                      | 5:22    |
|     | |         |
| 6.  | „Dignity” – (niewydany, Oh Mercy)                                                                   | 5:25    |
|     | |         |
| 7.  | „Ring Them Bells” – (koncertowe nagranie z The Supper Club, 17 listopada 1993, Nowy Jork)           | 4:59    |
|     | |         |
| 8.  | „Cocaine Blues” – (koncert wiedeński z 24 sierpnia 1997)                                            | 5:30    |
|     | |         |
| 9.  | „Ain’t Talkin’” – (wersja alternatywna, Modern Times)                                               | 6:13    |
|     | |         |
| 10. | „The Girl on the Greenbriar Shore” – (koncertowe nagranie z Dunkierki we Francji z 30 czerwca 1992) | 2:51    |
|     | |         |
| 11. | „Lonesome Day Blues” – (koncertowe nagranie z 1 lutego 2002 z Sunrise na Florydzie)                 | 7:37    |
|     | |         |
| 12. | „Miss the Mississippi” – (niewydany, 1992)                                                          | 3:20    |
|     | |         |
| 13. | „The Lonesome River” – (z Ralphem Stanleyem, wydany na albumie Clinch Mountain Country)             | 3:04    |
|     | |         |
| 14. | „'Cross the Green Mountain” – (z muzyki do filmu TV Gods and Generals)                              | 8:15    |
|     | |         |
|     | | 1:13:01 |
|     | |         |
Wydanie luksusowe
| 1.  | „Duncan & Brady” – (niewydany, 1992)                                                      | 3:47    |
|     |                                                                                           |         |
| 2.  | „Cold Irons Bound” – (nagranie koncertowe z Bonnaroo, 2004)                               | 5:57    |
|     |                                                                                           |         |
| 3.  | „Mississippi” – (wersja alternatywna nr 3, Time Out of Mind)                              | 6:24    |
|     |                                                                                           |         |
| 4.  | „Most of the Time” – (wersja alternatywna nr 2, Oh Mercy)                                 | 5:10    |
|     |                                                                                           |         |
| 5.  | „Ring Them Bells” – (wersja alternatywna, Oh Mercy)                                       | 3:18    |
|     |                                                                                           |         |
| 6.  | „Things Have Changed” – (nagranie koncertowe z 15 czerwca 2000 z Portland, Oregon)        | 5:32    |
|     |                                                                                           |         |
| 7.  | „Red River Shore” – (niewydana wersja nr 2, Time Out of Mind)                             | 7:08    |
|     |                                                                                           |         |
| 8.  | „Born in Time” – (niewydana wersja nr 2, Oh Mercy)                                        | 4:19    |
|     |                                                                                           |         |
| 9.  | „Tryin’ to Get to Heaven” – (koncertowe nagranie z 5 października 2000 z Londynu, Anglia) | 5:10    |
|     |                                                                                           |         |
| 10. | „Marchin' to the City” – (niewydana wersja nr 2, Time Out of Mind)                        | 3:39    |
|     |                                                                                           |         |
| 11. | „Can't Wait” – (wersja alternatywna nr 2, Time Out of Mind)                               | 7:24    |
|     |                                                                                           |         |
| 12. | „Mary and the Soldier” – (niewydany, World Gone Wrong)                                    | 4:23    |
|     |                                                                                           |         |
|     |                                                                                           | 1:02:11 |
|     |                                                                                           |         |
7-calowy winylowe singiel
| 1. | „Dreamin' of You” – (wersja singlowa) (niewydany, Time Out of Mind) | 3:34  |
|    |                                                                     |       |
| 2. | „Ring Them Bells” – (wersja alternatywna, Oh Mercy)                 | 3:18  |
|    |                                                                     |       |
|    |                                                                     | 06:52 |
|    |                                                                     |       |

## Opis płyty
- Producent – Jeff Rosen
- Wybór utworów – Jeff Rosen
- Mastering – Greg Calbi
- Studio – Sterling Sound, Nowy Jork
- Data – czerwiec 2008
- Tekst broszurki – Larry „Ratso” Sloman
- Kierownictwo artystyczne i projekt – Geoff Gans
- Portret na okładce – William Claxton
- Zdjęcie z tyłu okładki – Randee St. Nicholas
- A & R – Steve Berkowitz
- Koordynacja produkcji – April Hayes
- Koordynacja archiwaliów – Debbie Sweeney
- Montaż audio – Damian Rodriguez
- Łączny czas – 2:17:07
- Firma nagraniowa – Columbia/Legacy
- Numer katalogowy – 88697 35795 2
- Data wydania – 6 października 2008

## Listy przebojów

### Album
| Rok  | Lista                          | Pozycja |
| ---- | ------------------------------ | ------- |
| 1976 | Billboard USA. Albumy popowe   | 6       |
| 1976 | Wielka Brytania. Albumy popowe | 9       |